# Amr Zaki
Amr Hassan Zaki (en arabe : عمرو حسن زكي) (né le 1er avril 1983 à Mansourah en Égypte), est un joueur de football international égyptien évoluant au poste d'attaquant.

## Biographie
Amr commença sa carrière junior au club de sa ville du Mansoura Sporting Club en Égypte où il fera bonne impression avant de rejoindre en pro l'ENPPI pour la saison 2003-2004 avec lequel il finira meilleur buteur en 2004-2005 et gagnera la coupe d'Égypte 2005, premier trophée du club.
Il commencera ainsi sa carrière internationale en 2004.
La bonne impression qu'il laissera durant la Coupe d'Afrique des nations de football 2006 alertera les recruteurs de beaucoup de clubs égyptiens ainsi qu'européens, tels que Zamalek ou le Al Ahly en Égypte, Al Ayn aux Émirats arabes unis, ou encore le FC Nantes, mais il prendra la décision de se lancer dans l'aventure russe avec le Lokomotiv Moscou qui le fera signer pour 1,7 million d'euros, club avec lequel il ne jouera pas un seul match, d'où sa décision de retourner la même année, dans le championnat égyptien au Zamalek.
Zaki est un buteur pouvant tout aussi bien jouer en second attaquant derrière une pointe ou en tant que véritable attaquant. Avec un grand niveau physique et une habileté technique indéniable, il possède également un jeu de passes varié, et possède également une grande habileté devant le but aux 6 mètres. Il surplomba les défenses et fit jouer son jeu de tête pour emmener l'Égypte en finale de la CAN 2006, que l'équipe finira par remporter.
Lors de la CAN 2008, Zaki se distingua à nouveau, notamment lors de la demi-finale face à la Côte d'Ivoire où il inscrivit un doublé. 
Il sera ainsi prêté pour la saison 2008/2009 le 22 juillet 2008 au Wigan Athletic en Premier League anglaise où il réalisera une bonne saison en marquant 10 buts en 29 matches. Malgré cela il fut écarté par la suite pour cause de comportement antisportif et sera limogé de l'équipe par son entraineur.
Il aura également été nommé le 14 octobre 2008 avec son compatriote Abutrika au titre de meilleur joueur africain qui sera finalement remporté par le togolais Emmanuel Adebayor.
Du fait de sa grande puissance physique, Amr Zaki est surnommé par ses fans en Égypte le "Bulldozer" ou bien encore le "Gladiateur égyptien". Son image en pâtira fin 2009, alors que lui et son manager voulaient faire revenir Amr à son plus haut niveau en le faisant rejouer en Premier League, Amr Zaki devait finalement donc rejoindre le club anglais de Portsmouth puis déclarera à la presse qu'il ne pourrait jamais y jouer car le club est constitué de joueurs algériens (Hassan Yebda et Nadir Belhadj) et israéliens (Tal Ben Haim). Ces déclarations susciteront de vives réactions. En février 2010, après être arrivé à Hull City, Zaki niera avoir dit ces mots, en disant que Hull City a un joueur algérien Kamel Ghilas, et qu'il avait joué avec un joueur juif quand il évoluait à Wigan, Daniel de Ridder.
En janvier 2010, il est de nouveau prêté en Angleterre à Hull City pour 6 mois. Seulement il ne joue que 6 matchs en une demi-saison (pour 0 but), cause principale de son comportement en dehors du terrain, pas toujours irréprochable.
En juillet 2012, il signe, lui ainsi que d'ancien pensionnaires de Ligue 1 comme Julien Faubert ou Pascal Feinduno à Elazığspor.
Dans son contrat une clause spéciale stipule que si le club descend en deuxième division, Zaki serait libre de quitter le club et donc d'en choisir un nouveau.
Amr Zaki dispute la plupart des matchs de l'équipe mais n'arrive pas à trouver sa place à la suite de nombreuses blessures.
En 2013, il s'engage avec Al-Salmiya SC. Étonnamment, l'attaquant égyptien fait un retour fracassant en inscrivant deux buts lors des 3 premiers matchs de son équipe. Malgré ses bonnes performances, il sera libéré par son club.
Amr Zaki arrête sa carrière professionnelle en août 2015.

## Palmarès
| Égypte - Coupe d'Afrique des Nations (2) : - Vainqueur : 2006 et 2008. |  | \| ENPPI - Coupe d'Égypte (1) : - Vainqueur : 2004-05. \| \| Zamalek - Coupe d'Égypte (1) : - Vainqueur : 2007-08. \| |
| ENPPI - Coupe d'Égypte (1) : - Vainqueur : 2004-05.                    |  | Zamalek - Coupe d'Égypte (1) : - Vainqueur : 2007-08.                                                                 |

### Individuel
- Nommé au Ballon d'or africain 2008
- Nommé dans l'équipe type de la CAN 2008 au Ghana